# Giovanni Paolo Foscarini
Giovanni Paolo Foscarini (fl. 1600-1647) est un guitariste, luthiste, théoricien de la musique et compositeur italien de la période baroque.